# Eishockey in Schönheide
Eishockey wird in Schönheide im Erzgebirgskreis seit inzwischen über 80 Jahren vereinsmäßig gespielt. Der Verein Schönheider Wölfe e. V. wurde 2017 gegründet und spielt seit der Saison 2017/18 in der Regionalliga Ost. Der Vorgängerverein EHV Schönheide 09 spielte zuletzt in der Eishockey-Oberliga 2016/17 und ging im Dezember 2016 in Konkurs. Die offiziellen Vereinsfarben sind rot, blau und weiß. Der Club trägt seine Heimspiele im 1500 Zuschauer fassenden Kunsteisstadion Wolfsbau aus.

## Geschichte

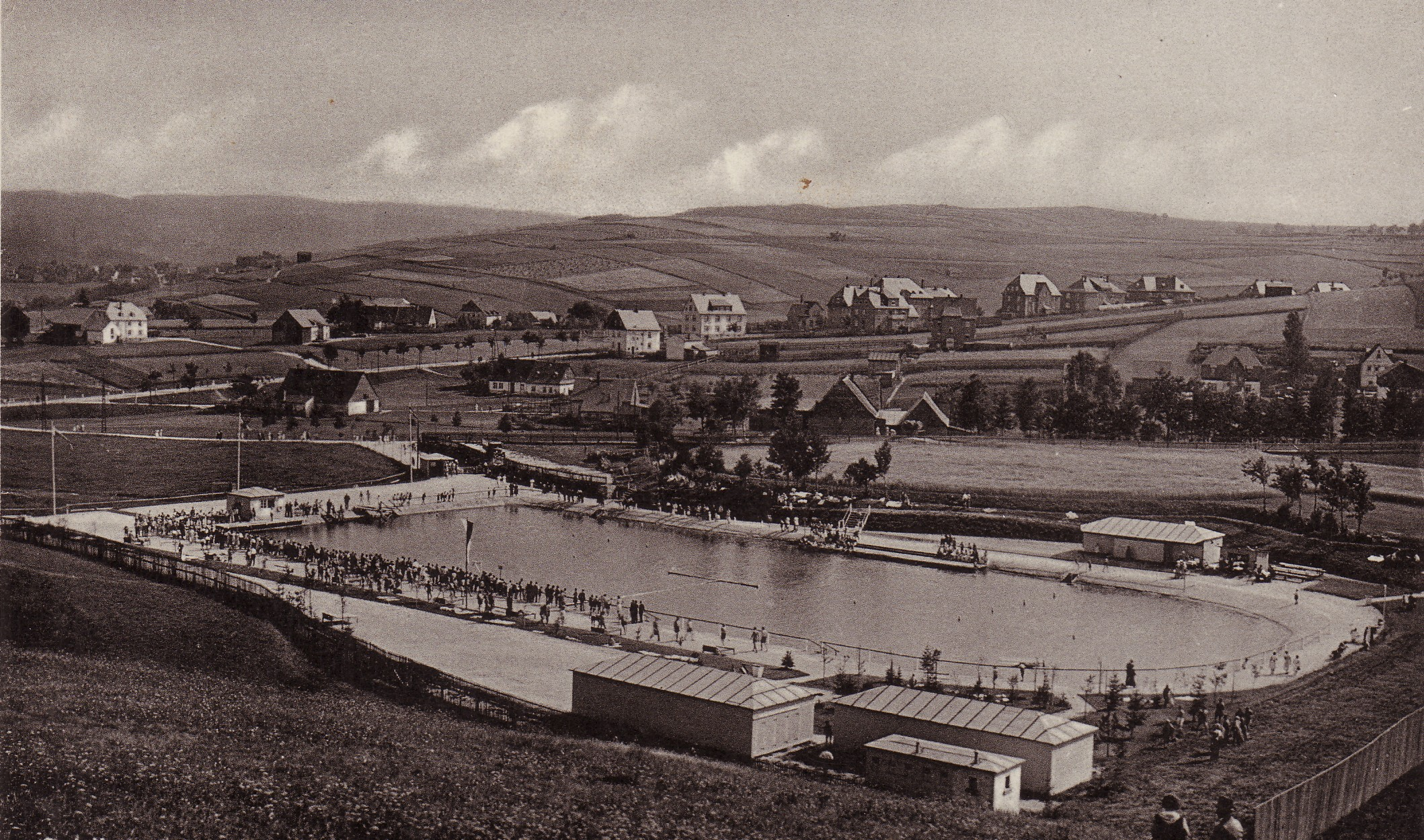
Schwimmbad in den 1930er Jahren

### Die Anfänge und Gründung (1936 bis 1949)
Im Jahr 1936 erstellten einige Mitglieder des FC Schönheide gemeinsam mit den Wolfsgrüner Eisstockschützen um den Fabrikantensohn Wolf Bretschneider eine Spritzeisbahn in Wolfsgrün. Drei Jahre später wurde im Gemeindebad von Schönheide eine Natureisbahn eingerichtet. Am 31. Dezember 1939 sahen fast 1.000 Zuschauer das erste Spiel zwischen Schönheide und dem SC Astoria Berlin. Seitdem wird regelmäßig an diesem Standort Eishockey gespielt.

### Erste Erfolge und Rückzug vom Spielbetrieb der BSG (1949 bis 1959)
Im Winter 1949/50 nahmen die Schönheider erstmals an den sächsischen Meisterschaften teil. Ein Jahr darauf erreichten sie das Endspiel um die Meisterschaft in Sachsen. Im Jahr 1951 wurde das Stadion ausgebaut und für den regelmäßigen Spielbetrieb Tribünen und regelkonforme Banden errichtet. In der DDR spielte die Mannschaft unter dem Namen BSG Aufbau Schönheide. In der Saison 1951/52 errang die BSG die Landesmeisterschaft. Die Mannschaft wurde nach ihrem Aufstieg 1956 in die DDR-Oberliga, in der Saison 1958/59 wegen Spielermangel vom Spielbetrieb zurückgezogen.
Ab dem Jahr 1971 nahm die BSG regelmäßig an den Endrundenturnieren der DDR-Bestenermittlung für Amateur-Sportler teil, sofern es das Wetter zuließ. Das Stadion besaß nach wie vor nur eine reine Natureisfläche.

### Nach der Wiedervereinigung (1990 bis 2008)
Nach der deutschen Wiedervereinigung wurde aus der BSG Aufbau der EHV Schönheide als reiner Eishockeyverein gegründet. Man nahm lange Zeit an der Sachsenliga teil und spielte weiterhin auf Natureis. Ohne Kunsteis war der Spielbetrieb witterungsabhängig und so wurden die Standorte Crimmitschau und Chemnitz bei Möglichkeit für einzelne Heimspiele genutzt. Doch Mitte der 90er Jahre beschloss der Gemeinderat, den langersehnten Umbau der Eisfläche zu einer Freiluftkunsteisanlage durchzuführen. Im Jahr 1996 wurde mit Hilfe hoher Fördermittel das neue Stadion gebaut. Die erste Saison auf Kunsteis wurde 1996/97 in der Sachsenliga gespielt. Bei der ersten Heimpartie am 28. Dezember 1996, gewann man vor 600 Zuschauern mit 11:2 gegen Grün-Weiß Weißwasser. Nach der Saison 1999/2000 entschied man sich für den freiwilligen Abstieg in die Landesliga Sachsen. In der Vorrunde wurde man Erster der Staffel West und stieg durch zwei Siege in den Relegationsspielen gegen den Staffelsieger Ost, die New Kings Weißwasser als Landesmeister 2000/01 sofort wieder in die Sachsenliga auf. Drei Jahre nach dem Bau wurde eine Überdachung des Eisstadions beschlossen. Dieser Bauabschnitt wurde im Oktober 2001 rechtzeitig zu Saisonbeginn fertiggestellt. Als Aufsteiger wurde die Mannschaft auf Anhieb Vizemeister 2001/02 hinter dem ESC Saaleteufel Halle. Der Höhepunkt dieser Spielzeit war jedoch das Erreichen des großen Pokalfinals gegen das Profiteam der Dresdner Eislöwen. Für dieses Finale qualifizierte man sich durch Siege gegen ERC Chemnitz 1b (11:2), 1. FEV Klingenthal/Brunndöbra (12:0), Grün-Weiß Weißwasser (27:2) und im Amateurfinale bezwang man in einem hochklassigen Match die bis dahin ungeschlagenen Saaleteufel Halle mit 3:2. Dies war der bis dahin größte Erfolg seit der Neugründung im Jahr 1990.
Als Sachsenpokalsieger der Amateure ging man als klarer Außenseiter in die beiden Spiele gegen den ESC Dresden. Um für das Heimspiel am 12. Februar 2002 die Zuschauerkapazität zu erhöhen, wurden im hinteren Bereich der Stehplatztribüne von Fans und Vereinsmitgliedern Europoolpaletten installiert. Vor der Rekordkulisse von 1.127 Zuschauern unterlagen die Wölfe den konditionell und spielerisch stärkeren Eislöwen letztlich mit 6:10. Das Rückspiel am 19.02. in der Eissporthalle Pieschener Allee verlor man mit 2:4.
Seit der Saison 2002/2003 spielte der EHV Schönheide ohne Unterbrechung in der vierthöchsten Spielklasse. Nachdem die ersten Jahre in der Regionalliga eher durchwachsen verliefen, konnte man sich etablieren und wurde durch den unerwarteten sowie sensationellen Gewinn der Regionalligameisterschaft in der Saison 2007/08 überregional bekannt.

### Verzicht auf den Aufstieg 2008
Die Spielzeit 2007/08 stellte den bisherigen Höhepunkt in der Geschichte des EHV Schönheide da. Völlig unerwartet und mit einem jungen Kader, belegte man in der Vor- und Meisterrunde den 1. Platz, und setzte sich im Play-off-Finale im Modus Best-of-Three mit 2:1 Siegen gegen den ECC Preussen Juniors Berlin durch.
Damit stand man als Aufsteiger in die Oberliga fest. Jedoch erklärte der Verein einige Wochen später, dass er als sportlich qualifizierter Regionalligameister auf das Aufstiegsrecht verzichten würde. Der Vorstand des EHV Schönheide begründete diese Entscheidung mit den finanziellen und wirtschaftlichen Bedingungen sowie mit dem Fehlen eines geregelten Spiel- und Trainingsbetriebs für die Oberliga.

### Die Saison 2008/09 und die Insolvenz
In der Saison 2008/09 erreichte die Mannschaft des EHV Schönheide mit Platz drei nach der Vorrunde die Play-offs um die Meisterschaft der Regionalliga Ost. Vor über 1.100 Zuschauern in der Erfurter Eishalle verlor der EHV Schönheide im dritten und entscheidenden Halbfinalspiel gegen die Black Dragons Erfurt mit 7:8 und verpasste damit den erneuten Einzug ins Playoff-Finale der Regionalliga Ost.
Aufgrund drohender Zahlungsunfähigkeit und Überschuldung sah sich der Vorstand des Vereins im April 2009 gezwungen, einen Eigenantrag über die Eröffnung eines Insolvenzverfahrens beim Amtsgericht Chemnitz einzureichen. Notwendig wurde dieser Schritt, da Forderungen von Gläubigern nicht mehr bedient werden konnten. Grund hierfür waren weggefallene Einnahmen aus geplanten Sponsorenvereinbarungen und nicht gezahlte Mitgliederbeiträge der vorhergehenden beiden Jahre. Der Etat für die Saison 2008/09 konnte zwar im Großen und Ganzen eingehalten werden, doch musste man mit den reduziert zur Verfügung stehenden Mitteln Altverbindlichkeiten aus vorherigen Spielzeiten begleichen. Zusätzlich entgingen dem Verein wesentliche Einnahmen aus dem Eishallenbetrieb. Gestiegene Kosten und ein geringeres Interesse am öffentlichen Freilauf, auch aufgrund der stark eingeschränkten Nutzungszeiten der Eishalle, machten einen kostendeckenden Betrieb nicht mehr möglich. Auch die Verkleinerung der Regionalliga auf sieben Mannschaften mit entsprechend weniger Heimspielen schmälerten dem Verein die nötigen Einnahmen aus Eintritts-, Catering- und zusätzlichen Sponsorengeldern.

### Neugründung EHV Schönheide 09 (2009 bis 2017)
Zur Fortführung des Spielbetriebs wurde ein Nachfolgeverein unter dem Namen EHV Schönheide 09 e. V. gegründet. Mit tatkräftiger Hilfe der Gemeinde Schönheide, Sponsoren und Geschäftspartnern gelang es in kurzer Zeit, gemeinsam neue Konzepte zu erarbeiten und den notwendigen Etat für die Saison 2009/2010 abzudecken, womit die über 70-jährige Tradition des Schönheider Eishockeys fortgesetzt werden konnte.
Mit dem kleinsten Kader der gesamten Liga und durch einen Kooperationsvertrag mit der Eispiraten Crimmitschau GmbH und dem Stammverein ETC Crimmitschau e. V. gelang es, eine konkurrenzfähige Mannschaft aufzustellen, welche die Saison 2009/10 auf dem fünften Tabellenplatz beendete. Außer gegen die Profiteams aus Leipzig und Halle konnten der EHV alle direkten Vergleiche gegen die übrige Konkurrenz ausgeglichen gestalten oder sogar für sich entscheiden.

### Neue Heimat Oberliga (2010 bis 2017)
Aufgrund der Strukturveränderungen des DEB unterhalb der 2. Bundesliga traten die Wölfe ab der Saison 2010/11 in der neu geschaffenen Oberliga Ost an, welche die dritthöchste Spielklasse im deutschen Eishockey ist.

### Oberliga Süd (2015 bis 2017)
Die Umstrukturierungen in den vom Deutschen Eishockey-Bund geführten Oberligen ließen dem Verein im Sommer 2015 einen viele Jahre bestehenden Wunsch, aufgrund der geografischen Lage an der Oberliga Süd teilzunehmen, Realität werden.
Die Abgabe der Lizenzierungsunterlagen erfolgte fristgerecht und bestand die Prüfung durch den DEB, woraufhin die Lizenz für die Teilnahme an der Oberliga Süd für die Saison 2015/2016 erteilt wurde.
Nachdem die Saison 2015/16 auf dem letzten Platz abgeschlossen wurde, blieb die Mannschaft aufgrund des Rückzugs des EHC Klostersee in der Liga.
Während der Saison 2016/17 stellte der Verein EHV Schönheide 09 am 12. Dezember 2016 erneut Antrag auf Eröffnung des Insolvenzverfahrens. Durch das Amtsgericht Chemnitz wurde Herr Rechtsanwalt Markus Merbecks als vorläufiger Insolvenzverwalter eingesetzt. Obwohl mit der Bekanntgabe des Insolvenzantrags gleichzeitig durch den Vorstand die Einstellung des Spielbetriebs der Oberligamannschaft bekanntgegeben wurde, gelang am 21. Dezember 2016 die Bekanntgabe der Fortführung des Spielbetriebs in der Oberliga Süd. Aufgrund des letzten Platzes in der Hauptrunde nahm die Mannschaft an der Verzahnungsrunde mit der Bayernliga teil. In der darauf folgenden Playoffrunde unterlag die Mannschaft gegen den EV Lindau und stieg sportlich aus der Oberliga ab. Ein Nachrücken in die Oberliga Süd wäre möglich gewesen, konnte aber nicht mehr finanziert werden. Ende Mai 2017 wurden entsprechende Bemühungen eingestellt und der EHV Schönheide ging endgültig in Insolvenz.

### Schönheider Wölfe (seit 2017)
In der Saison 2017/18 startete eine Mannschaft des ehemaligen Fördervereins Junge Wölfe unter dem Namen Schönheider Wölfe in der Regionalliga Ost. Seither wurde der Verein in Schönheider Wölfe e. V. umbenannt.

## Titel und Erfolge
Überregional wurde der Eishockeystandort Schönheide durch den Gewinn der Regionalligameisterschaft in der Saison 2007/08, als Sieger des Ostdeutschen Eishockeypokals 2011/12 sowie als Pokalsieger der Oberliga Mitte 2014/15 bekannt.
BSG Aufbau Schönheide
- Landesmeister Sachsen 1952

EHV Schönheide
- Meister Landesliga Sachsen 2001
- Sachsenpokalsieger (Amateurpokal) 2002
- Meister Regionalliga Nord/Ost 2008

EHV Schönheide 09
- Pokalsieger Oberliga Ost 2012
- DEB-Pokal-Teilnehmer 2012/13
- Pokalsieger Oberliga Mitte 2015

Schönheider Wölfe
- Meister Regionalliga Nord/Ost 2019
- Meister Regionalliga Ost 2019, 2020, 2022
- Vizemeister Regionalliga Ost 2018, 2023, 2025

## Spielstätte

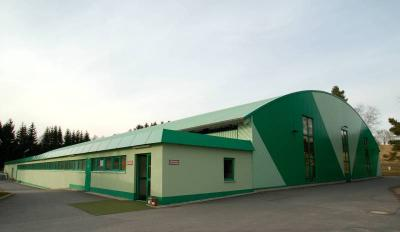
Kunsteisstadion Wolfsbau

Der Verein trägt seine Heimspiele im ab 1996 sukzessive errichteten Kunsteisstadion Schönheide Wolfsbau im Ortsteil Neuheide aus. Die Halle hat ein Fassungsvermögen von 1.500 Zuschauern. Das Vereinsbüro befindet sich ebenfalls im Eisstadion an der Neuheider Straße 77a.

## Mannschaft

### Kader der Saison 2018/2019
Stand: 24. September 2018 
| Position | Gesamt | Tor | Abwehr | Angriff | Spieler mit Ausländerlizenz | Durchschnittsalter |
| -------- | ------ | --- | ------ | ------- | --------------------------- | ------------------ |
| Anzahl   | 20     | 3   | 7      | 10      | 2                           | 24,35              |

| Nr. | Nat.               | Name               | Alter | Position    | Geburtsdatum       | Im Team seit | letzter Verein                |
| --- | ------------------ | ------------------ | ----- | ----------- | ------------------ | ------------ | ----------------------------- |
| 35  | Deutschland        | Oliver Granert     | 32    | Torwart     | 10. Juli 1986      | 2018         | inaktiv                       |
| 40  | Deutschland        | Oliver Fengler     | 31    | Torwart     | 7. April 1987      | 2017         | Outlaws Crimmitschau          |
| 72  | Deutschland        | Niko Stark         | 23    | Torwart     | 24. März 1995      | 2018         | Rostock Piranhas              |
| 5   | Deutschland        | Christian Laszig   | 23    | Verteidiger | 26. Oktober 1994   | 2017         | Outlaws Crimmitschau          |
| 8   | Deutschland        | Christian Freitag  | 20    | Verteidiger | 6. Oktober 1997    | 2017         | ESC Dresden                   |
| 12  | Deutschland        | Jan Gruß           | 27    | Verteidiger | 29. November 1990  | 2017         | Outlaws Crimmitschau          |
| 19  | Deutschland        | Kilian Glück       | 34    | Verteidiger | 1. März 1984       | 2012         | MEC Halle 04                  |
| 32  | Deutschland        | Franz Berger       | 18    | Verteidiger | 4. Februar 2000    | 2017         | ESV 03 Chemnitz               |
| 93  | Deutschland        | Eric Neumann       | 25    | Verteidiger | 31. Januar 1993    | 2018         | VER Selb                      |
| 95  | Deutschland        | Yannick Löhmer     | 23    | Verteidiger | 17. Februar 1995   | 2017         | Chemnitz Crashers             |
| 11  | Deutschland        | Vincent Wolf       | 22    | Stürmer     | 9. November 1995   | 2017         | Chemnitz Crashers             |
| 13  | Deutschland        | Leon Marko         | 21    | Stürmer     | 29. März 1997      | 2018         | South Muskoka Shield          |
| 15  | Deutschland        | Robert Horst       | 19    | Stürmer     | 13. März 1999      | 2016         | eigener Nachwuchs             |
| 18  | Deutschland        | Michael Galvez     | 23    | Stürmer     | 10. September 1995 | 2017         | MEC Halle 04                  |
| 24  | Deutschland        | Florian Richter    | 23    | Stürmer     | 26. Juli 1995      | 2013         | eigener Nachwuchs             |
| 26  | Vereinigte Staaten | Jordan Klotz       | 24    | Stürmer     | 4. Januar 1994     | 2018         | Florida Gulf Coast University |
| 42  | Deutschland        | Florian Heinz      | 21    | Stürmer     | 1. Oktober 1996    | 2018         | VER Selb                      |
| 88  | Tschechien         | Petr Kukla         | 35    | Stürmer     | 8. Juni 1983       | 2017         | HC Sokolov                    |
| 96  | Deutschland        | Christoph Rogenz   | 22    | Stürmer     | 5. Februar 1996    | 2017         | ESC Dresden                   |
| 97  | Deutschland        | Jannik-Noah Grätke | 21    | Stürmer     | 12. März 1997      | 2017         | ESC Dresden                   |

| Funktion          | Nat.        | Name                  | Im Verein seit |
| ----------------- | ----------- | --------------------- | -------------- |
| Trainer           | Deutschland | Sven Schröder         | 2017           |
| Mannschaftsleiter | Deutschland | Oliver Granert        | 2017           |
| Teambetreuer      | Deutschland | Lucas Esche           | 2009           |
| Mannschaftsarzt   | Deutschland | Dr. Andreas Wieczorek | 2012           |

### Trikotdesign und Ausrüstung
Die Schönheider Wölfe spielen traditionell in den Farben rot, blau und weiß. Wie alle anderen Mannschaften werden zu den Spielen zwei unterschiedliche Trikotdesigns verwendet. Nach dem Vorbild der National Hockey League kommen hierbei die dunkleren Trikots zu Heim- und die helleren Trikots zu Auswärtsspielen zum Einsatz. Die Hosen der Spieler sind traditionell schwarz, sowohl bei Heim- als auch Auswärtsspielen. Die Stutzen sind in der Grundfarbe des jeweilig getragenen Trikots gehalten. Das Layout der Trikots variiert bei jeder oder jeden zweiten Spielzeit.

### Bekannte (ehemalige) Spieler
(Teamzugehörigkeit und Position in Klammern)
| - Ralf Kösling (2002–2005, Tor) Der in Berlin geborene Ralf Kösling war einer der herausragendsten Penalty-Torhüter der zwischen den Pfosten beim EHV stand. Durch seine legendären Paraden brachte er die Gegner schier zur Verzeifelung. Mit ihm verloren die Wölfe kein Spiel n. P. Spielte zuvor für SC Dynamo Berlin und dem ETC Crimmitschau. | - Mike Losch (2004–2009, 2011–2014, Sturm) Ehemaliger Kapitän des EHV. Er gehörte zu den Leistungsträgern im Team und war besonders durch seine schnelle und technisch orientierte Spielweise ein Publikumsliebling. Das Eishockeyspielen lernte er bei seinem Heimatverein Eisbären Berlin, wo er Anfang der 90er Jahre gemeinsam mit Sven Felski als großes Talent den Weg in die 1. Mannschaft der Eisbären fand. Insgesamt absolvierte er 108 Partien in der höchsten deutschen Spielklasse. | - Jan Vopat (2002, Verteidiger) Ehemaliger NHL-Crack, spielte unter anderem bei den Los Angeles Kings und Nashville Predators. Litt an einer Textil-Allergie. Stand nur einmal am 23. November 2002, bei der 0:3-Niederlage gegen Erfurt für den EHV auf dem Eis. Er leitete seine Aufwandsentschädigung für dieses Spiel in die Mannschaftskasse, war nach seinem eigenen Bekunden bei seiner Premiere „das Geld nicht wert“. | - Stefan Steinbock (2001–2004, Sturm) Der ehemalige SC-Dynamo-Berlin- und DDR-Nationalspieler schloss sich nach der Wende zunächst dem Bundesligisten EV Landshut an, um über den Umweg 2. Liga dann auch mit den Nürnberg Ice Tigers in der 1. Liga bzw. DEL zu spielen. Nach gut 7 Jahren im Profigeschäft wechselte er während der Saison 1996/97 zum ETC Crimmitschau. In den Jahren 2001–2004 ging er seinem Hobby Eishockey beim EHV Schönheide nach, wo er schließlich seine Karriere ausklingen ließ. |
| - Jiří Heinisch (2001–2004, Sturm) Fungierte nach seinem Karriereende von 2004 bis 2006 als Cheftrainer beim EHV. | - Helmut Seidel (Allrounder/Trainer) War ein Mitbegründer und gilt als die Schönheider Eishockey-Legende, Ikone und Urgestein schlechthin. Begann 1949 nach seiner Rückkehr aus der Kriegsgefangenschaft wieder mit dem Eishockey auf Schönheider Natureis. Stieg mit der BSG Aufbau Schönheide in die damalige DDR-Oberliga auf. Am † 24. September 2010, verstarb das Ehrenmitglied und Sportfreund Helmut Seidel im Alter von 89 Jahren.                                                      | - Jaroslav Hübl (1997–2001, Sturm) Der ehemalige Tschechische Nationalspieler legte neben Jindřich Kokrment das Fundament für den neuen Aufschwung des Schönheider Eishockeys nach der Wiedervereinigung und ist heute im Nachwuchs vom HC Litvínov als Trainer tätig | - Robert Kaše (2003–2008, Sturm) Robert Kaše spielte sich in die Herzen der Fans und wurde Publikumsliebling. War der erste Spieler, dessen Trikot mit der Nummer 25 unter die Hallendecke gezogen wurde. |
| - Pavel Weiss (2009–2010, Verteidiger) | - Jindřich Kokrment (1997–2001, Sturm) | - Holger Mix (2004–2008, Sturm) | - Sven Schröder (2002–2009, Verteidiger) |
| - Norbert Pascha (2011–2012, Tor/Trainer) | - Martin Sekera (2011–2012, Sturm) | - Daniel Jun (2004–2011, Sturm) | - Miroslav Jenka (seit 2004, Sturm) |

### Ehrungen
Im Zuge des Play-off-Finales 2008 und eines Meisterschaftsspieles 2009 würdigte der EHV Schönheide die herausragenden sportlichen Leistungen von zwei Spielern mit deren Trikots unter dem Hallendach im Wolfsbau. Darüber hinaus werden ihre Trikotnummern nicht mehr vergeben.

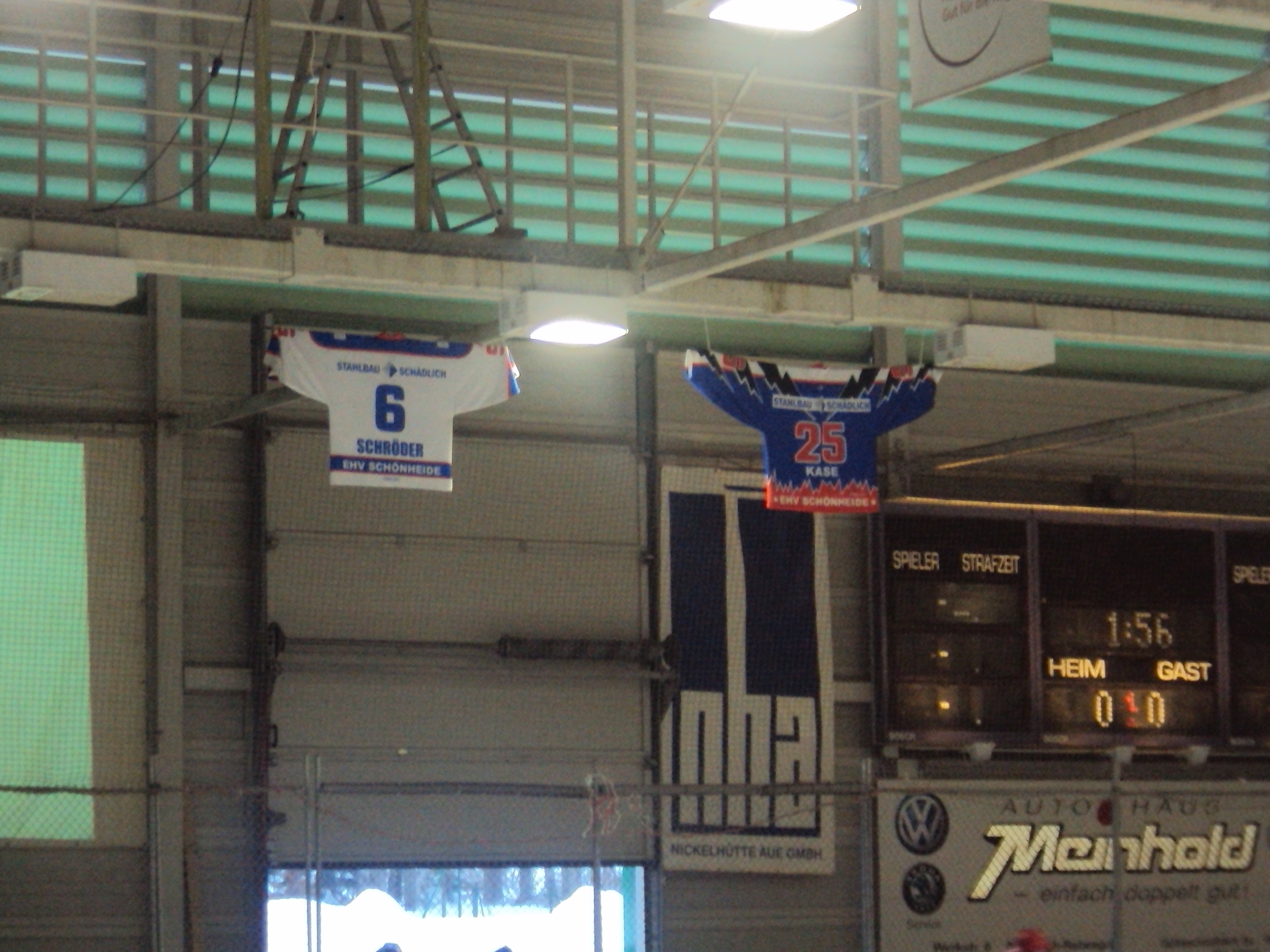
Trikotnummern unter dem Hallendach

| Name          | Rückennummer | Position    | Zeit beim Verein | Anmerkungen |
| ------------- | ------------ | ----------- | ---------------- | --- |
| Robert Kaše   | # 25         | Stürmer     | 2003–2008        | Robert Kaše beendete mit dem Gewinn der Regionalligameisterschaft 2008 seine aktive Laufbahn für den EHV Schönheide. Bemerkenswert, er erhielt nur 6 Strafminuten in den Spielzeiten beim EHV. Der Tscheche war später in der 2. Mannschaft und als Nachwuchstrainer in seiner Heimatstadt Kadan tätig. |
| Sven Schröder | # 6          | Verteidiger | 2002–2009        | Sven Schröder war während seiner aktiven Zeit eine Leitfigur und bekam eine Auszeichnung zum besten Verteidiger der Regionalliga Nord/Ost 2008. Später wurde er Nachwuchstrainer beim ETC Crimmitschau.                                                                                                 |

## Vereinsführung
Der Schönheider Wölfe e. V. ist beim Amtsgericht Chemnitz in das Vereinsregister eingetragen, Mitglied des Deutschen Eishockey-Bundes und des Sächsischen Eissport-Verbandes. Der Verein ist für den Eishockeynachwuchs der Jungen Wölfe sowie die hobbymäßig organisierte 1b-Mannschaft zuständig.

## Trainer
In der über 80-jährigen Geschichte des Vereins standen zahlreiche Spielleiter hinter der Bande und
Spielertrainer auf dem Eis. In den frühen Jahren des FC Schönheide, der BSG Aufbau Schönheide und bis zur politischen Wende trainierte u. a. Eishockey-Legende, Ikone und Urgestein Helmut Seidel. Er war in Doppelfunktion als Spieler und Trainer tätig. 1952 errang man sensationell den Sachsenmeistertitel und konnte 1956 den Aufstieg in die DDR-Oberliga feiern.
| Bisherige Trainer (seit 1990) | Bisherige Trainer (seit 1990)                                         |
| ----------------------------- | --------------------------------------------------------------------- |
| Zeitraum                      | Trainer                                                               |
| 1990 – 1999                   | Michael Morgner, Jens Preiß, Holger Lenk (Trainergespann)             |
| 1999 – 2004                   | Franz Lukas* Matthias Kunz* (Co-Trainer) Michael Morgner (Co-Trainer) |
| 2004 – Dez. 2006              | Jiří Heinisch*                                                        |
| Dez. 2006 – April 2007        | Andreas Bentenrieder                                                  |
| Mai 2007 – Sept. 2007         | Holger Lenk (Interimstrainer)                                         |
| Sept. 2007 – Mai 2011         | Daniel Jun (Spielertrainer)                                           |
| Mai 2011 – Dez. 2011          | Jaroslav Šťastný*                                                     |
| Jan. 2012 – Mai 2012          | Holger Lenk (Interimstrainer)                                         |
| Mai 2012–Nov. 2015            | Norbert Pascha*                                                       |
| Nov. 2015                     | Holger Lenk (Interimstrainer)                                         |
| Nov. 2015 – Dez. 2016         | Victor Proskuryakov*                                                  |
| Dez. 2016 – März 2017         | Holger Lenk (Interimstrainer)                                         |
| seit Juni 2017                | Sven Schröder                                                         |

* Entlassen während der laufenden Saison.

## Rekorde

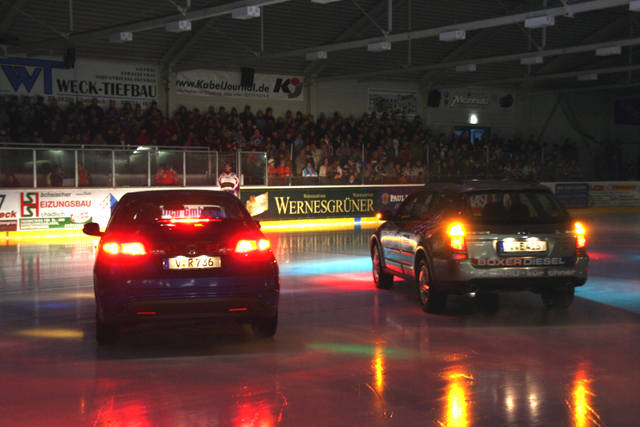
Blick auf die Stehplatztribüne

Die folgenden Rekorde beziehen sich auf die Spielzeiten seit der Saison 2001/2002.

### Zuschauer
| Meiste Zuschauer in einem Heimspiel |                                              |           |
| Datum                               | Paarung                                      | Zuschauer |
| 21.12.2024                          | Schönheider Wölfe – Chemnitz Crashers        | 1.191     |
| 12.02.2002                          | EHV Schönheide – Dresdner Eislöwen           | 1.127     |
| 23.12.2023                          | Schönheider Wölfe – Chemnitz Crashers        | 1.109     |
| 11.04.2008                          | EHV Schönheide – ECC Preussen Juniors Berlin | 1.016     |
| 16.10.2015                          | EHV Schönheide 09 – VER Selber Wölfe         | 991       |
| 16.02.2025                          | Schönheider Wölfe – Chemnitz Crashers        | 938       |
| 04.04.2008                          | EHV Schönheide – ESC Harzer Wölfe Braunlage  | 911       |
| 27.12.2008                          | EHV Schönheide – ERV Chemnitz 07 Wild Boys   | 909       |
| 29.12.2007                          | EHV Schönheide – ECC Preussen Juniors Berlin | 906       |

### Spiele
Längste Siegesserien
1. Heimspiele saisonübergreifend: 19 Pflichtspiele in Folge zwischen dem 20. Oktober 2007 und dem 15. November 2008. Das Team war zu Hause ohne Niederlage und Punktverlust. Am 15. November 2008 wurde die Serie vom Aufsteiger den Wild Boys aus Chemnitz durch ein 5:10 gestoppt.
2. in einer Saison: 10 Spiele, 24. Januar 2015 bis 28. März 2015
3. saisonübergreifend: 10 Spiele, 24. Januar 2015 bis 25. September 2015

### Stürmer
Die meisten Tore in einer Saison
- Mike Losch (57; 2007/08) (Ligarekord)[30]

### Torhüter
- Sebastian Modes hält den Vereinsinternen-Rekord für die meisten in Folge erreichten Shutouts. Vom 14. Februar 2015 bis zum 20. Februar 2015 schaffte er zwei Shutouts in Folge.[31] Gleichzeitig hatte er noch einen weiteren Vereins-Rekord aufgestellt, denn er blieb in der Zeit bis zum 28. Februar 2015 beim Auswärtsspiel bei den Hammer Eisbären, 135 Minuten und 14 Sekunden ohne Gegentor.
- 155 Minuten und 19 Sekunden bei 3 Heimspielen in Folge, vom 14. Februar 2015 bis zum 8. März 2015 bei der Partie gegen die Ratinger Ice Aliens, blieb Sebastian Modes ohne Gegentor.

## Kurioses
- Ein denkwürdiges Spiel erlebten die Zuschauer am 21. März 2010 in der Erfurter Eishalle. Mit nur 12 Spielern angereist, verletzte sich im Mittelabschnitt Torhüter Oliver Granert. Da der EHV allerdings keinen Ersatztorwart zur Verfügung hatten, musste nun Stürme André Lenk dessen Platz im Tor einnehmen. Lenk verhinderte mit guten Paraden einen höheren Rückstand. Das Spiel ging schlussendlich mit 14:5 verloren.[32]
- Bei ihrem sensationellen Gewinn des Oberliga Ost Pokals 2012 gelang den Wölfen gleich zweimal das Kunststück mit einem mehr geschossenen Tor (+1) gegen FASS Berlin in der Subtraktionsmethode die Finalrunde zu erreichen und diese ebenfalls mit einem mehr geschossenen Tor (+1) gegen den Titelverteidiger und Favoriten Black Dragons Erfurt für sich zu entscheiden. Das sind die bisher engsten Spielstände und Entscheidungen in der Geschichte dieses Wettbewerbs.[33][34]

## Nachwuchs

### Jugendarbeit
| Jugend | 2004/05 | LEV-ODM | 2. Platz                        |
| Jugend | 2005/06 | LEV-ODM | 3. Platz                        |
| Jugend | 2007/08 | LEV-ODM | 1. Platz                        |
| Schüler | 2004/05 | LEV-ODM | 3. Platz                        |
| Schüler | 2008/09 | LEV-ODM | 1. Platz                        |
| Knaben | 2000/01 | LEV-ODM | 1. Platz MK 2                   |
| Knaben | 2001/02 | LEV-ODM | 1. Platz MK 2                   |
| Knaben | 2002/03 | LEV-SAC | Pokalsieger                     |
| Knaben | 2002/03 | SEV-ODM | 3. Platz MK 1                   |
| Knaben | 2003/04 | LEV-ODM | 2. Platz MK 1                   |
| Knaben | 2009/10 | LEV-ODM | 1. Platz MK 1 (Ohne Niederlage) |
| Kleinschüler | 2007/08 | LEV-ODM | 3. Platz MK 1                   |
| Kleinschüler | 2009/10 | LEV-ODM | 2. Platz MK 1                   |
| - ODM = Ostdeutsche Nachwuchsmeisterschaft - LEV = Landeseissportverband - SAC = Pokalsieger Sachsen - MK = Meldeklasse |         |         |                                 |

Der Verein stellte in den Nachwuchsabteilungen mehrfach Regionale Meister. Zudem gelang es dem Verein zwei ehemalige Spieler an die DEB-Nachwuchsnationalmannschaft heranzuführen. Schon zu den Gründungszeiten des Vereins wurde intensive Nachwuchsarbeit betrieben. Der Schönheider Nachwuchs spielt unter dem Namen Junge Wölfe. – Die Kommune stellt komplett kostenlose Trainings- und Spielzeit zur Verfügung.
Der Verein besitzt sechs Nachwuchsmannschaften in vier Altersklassen, darunter fallen Kleinstschüler (Bambini), Kleinschüler, Knaben und Schüler. In den verschiedenen Altersklassen wurden Spielgemeinschaften gebildet, um komplette Teams am Ligenspielbetrieb teilnehmen zu lassen. Dabei kooperieren die Jungwölfe mit dem Nachwuchs aus Crimmitschau. Die Kleinsten im Nachwuchs nehmen nicht an einem Ligenspielbetrieb teil, sie messen sich gegen andere Teams in Freundschaftsspielen und Turnieren. Die Kleinschüler sind mit zwei Mannschaften in der Meldeklasse 1 und 2 vertreten. Die Knaben spielen ebenfalls mit zwei Teams in der Meldeklasse 1 und 2. Alle Mannschaften spielen in der Ostdeutschen Nachwuchsmeisterschaft, die von den Landeseissportverbänden organisiert wird.
Des Weiteren gibt es eine Schlittschuh-Lauflerngruppe für Anfänger. Zudem führt die Grundschule Stützengrün im Rahmen des Schulsport zweimal wöchentlich mit ihren 3. Klassen einen Eislaufunterricht im Eisstadion durch. Dabei werden sie von Spielern der 1. Mannschaft unterstützt. Damit hat der Verein die Möglichkeit, talentierte Kinder an das Eishockey heranzuführen und optimal ausbilden zu können.

## Vereinskultur

### Fans und Anhänger
Der EHV Schönheide 09 verfügt ebenso wie sein Vorgänger EHV über eine im Vergleich zum sonstigen Oberliga Ost-Eishockey überdurchschnittlich großen harten Kern von Anhängerschaft im Verhältnis zur Einwohnerzahl und Bevölkerungsdichte von Schönheide. Auch nach der Insolvenz und sportlichen Misserfolgen besuchen im Schnitt ca. 400–500 Zuschauer die Heimspiele. Damit ist gegenüber den vorangegangenen Spielzeiten seit der Sachsenliga kein nennenswerter Rückgang zu verzeichnen.
Beim Zuschauerzuspruch (Mannschaftssport) im Erzgebirgskreis belegt man den 3. Platz hinter dem FC Erzgebirge Aue und dem EHV Aue.
Die Anhänger waren in zwei Fangruppen organisiert: Die autonomen und zugleich bekannteste Formation der EHV FREAKS, die sich meist im mittleren Teil der Stehplatztribüne – dem sogenannten «Promille-Block» – versammeln. Von hier erreichen sie das ganze Stadion und sorgen für einheitliche Fangesänge, Rufen von Sprechchören, rhythmisches Trommeln und veranstalten Choreographien. Der Fanclub Schönheider Wölfe e. V., welcher den EHV personell, beispielsweise durch Ordnerdienste und bei Reinigung des Stadions nach Spielende unterstützte, ist inzwischen aufgelöst.
Im Jahr 2011/12 wurde durch die EHV FREAKS die "Spendentonne" ins Leben gerufen, bei dem jeder seinen Becherpfand spenden kann. Ende der Saison werden die gesammelten Spenden den Nachwuchs übergeben.
Nach mehr als 10 Jahren haben sich die EHV FREAKS aufgelöst.
Im Juni 2018 entstand eine neue Fanvereinigung, mit dem Ziel alle Fans und ehemaligen Fangruppierungen zusammenzuschließen und gemeinsam mehr zu erreichen. Die Fanvereinigung ist unter dem Namen Fanblock Schönheider Wölfe bekannt. Die Fans der Schönheider Wölfe sind mittlerweile nicht nur die lautesten Fans der Liga, sondern auch zu Auswärtsspielen immer zahlreich vertreten und sorgen mit ihren Aktionen immer wieder für gute Stimmung. Neben der Stimmung führen sie aber auch die Spendentonne für den Nachwuchs weiter, helfen ehrenamtlich im Stadion mit und sorgen teilweise für die Spielabsicherung bei Heimspielen.

#### Trivia
Nach jedem erzielten Treffer für die Schönheider Wölfe beginnt der Stadionsprecher die Toransage mit dem Abzählreim:
« Ene, mene, miste, es rappelt in der » und alle Anhänger der Wölfe im Stadion vollenden den Satz gemeinsam und lautstark mit: « Kiste ».

### Rivalitäten und Freundschaften
Eine besondere Rivalität existierte zwischen den Fans der Wölfe und denen des 1. FEV Klingenthal/Brunndöbra, aufgrund der regionalen Nähe und der gemeinsamen Spielzeiten in der DDR sowie der Sachsenliga. Bei den Lokalderbys gegen den einstigen Erzrivalen pilgerten bis zu 1.300 Zuschauer ins damals nicht überdachte Kunsteisstadion von Schönheide. Durch die Insolvenz des 1. FEV, der damit verbundenen Neugründung des EHV Klingenthal und dessen Verbleib in niederklassigeren Ligen ebbte diese Rivalität jedoch ab.
Seit 2008 erzeugen die Derbys gegen den ERV Chemnitz 07 bzw. die Chemnitz Crashers durch die geografische Herkunft der beiden Mannschaften, den „Konflikt“ Bezirkshauptstadt gegen Dorf, sowie die häufigen Spielerwechsel zwischen beiden Vereinen stets eine besondere Brisanz.
Durch die zahlreichen und nicht immer unumstrittenen Duelle in Meisterschaftsspielen seit der Saison 2001/2002 gibt es auch eine Rivalität zu den Fans des ELV Niesky.
Dies äußert sich typischerweise in einer angeheizten bis aggressiven Stimmung bei den Spielen, verbunden mit einem erhöhten Sicherheitsaufwand durch den Einsatz von Sicherheitsdiensten.
Ein Teil der Fans des EHV hatte eine Club- und Fanfreundschaft mit dem EHC Solingen aus der Regionalliga NRW, die mit gelegentlichen Besuchen bei Spielen aufrechterhalten wurde. Da dieser Verein in Konkurs ging und mittlerweile aufgelöst wurde, ist der Kontakt abgebrochen.
Gute Beziehungen gibt es zudem auch zu den Fans des ETC Crimmitschau und der Black Dragons Erfurt sowie zu den Fans des ESC Hassfurt „Hawks“.

### Partnerschaften
| Kooperationspartner der Wölfe | Kooperationspartner der Wölfe  |
| Saison                        | Verein (Liga)                  |
| ----------------------------- | ------------------------------ |
| seit 2014                     | Dresdner Eislöwen (DEL2)       |
| Saison                        | Verein (Liga)                  |
| seit 2009                     | Eispiraten Crimmitschau (DEL2) |
| Kooperationspartner Nachwuchs |                                |
| Saison                        | Verein (Liga)                  |
| 2004–2012                     | ERV Chemnitz 07 (RL)           |
| Saison                        | Verein (Liga)                  |
| seit 2009                     | ETC Crimmitschau (DEL2)        |
| Saison                        | Verein (Liga)                  |
| seit 2011                     | Fortuna Leipzig (OL)           |

Aufgrund unzureichend gegebener finanzieller und wirtschaftlicher Voraussetzungen verzichtete der EHV Schönheide viele Spielzeiten auf eine 2. Herrenmannschaft. Um dennoch jungen talentierten Spielern Erfahrung und Spielpraxis im Männerbereich sammeln zu lassen, kooperierten die Schönheider mit dem einstigen Lokalrivalen EHV Klingenthal. Die SG Klingenthal/Schönheide nahm in der Saison 2007/08 und 2008/09 an der Sachsenliga teil. Die Spielstätte war das Freiluftstadion in Brunndöbra. Durch diese verstärkte Arbeit und die bessere Verknüpfung zwischen Nachwuchs- und Seniorenbereich sollten Spieler an die damalige Regionalligamannschaft herangeführt werden.
Wegen eines Brandes der Eisanlage in Klingenthal in der Nacht zum 5. Dezember 2008 mussten die restlichen Spiele im heimischen Kunsteisstadion Wolfsbau ausgetragen werden. Da noch nicht absehbar war, wann im dortigen Eisstadion wieder gespielt werden konnte, beschlossen beide Vereine, die Spielgemeinschaft in der Spielzeit 2009/2010 nicht mehr für den Spielbetrieb zu melden.
Durch die geografische Nähe erhalten die Schönheider Wölfe verstärkt personelle Unterstützung vom Zweitligisten Crimmitschau. Die Verantwortlichen der Eispiraten Crimmitschau GmbH und des EHV Schönheide 09 e. V. unterzeichneten im Rahmen des Förderlizenzprogramms einen entsprechenden Kooperationsvertrag, wonach Spieler aus dem Zweitligateam der Eispiraten mit einer Förder-/Doppellizenz ausgestattet werden und somit auch für die Wölfe auflaufen können.
Ziel hierbei ist es, Nachwuchsspieler zu fördern und zu betreuen, damit diese Spielpraxis sammeln.
Für talentierte Nachwuchsspieler aller Altersbereiche in Schönheide ergibt sich daraus auch die Möglichkeit, nach Crimmitschau zu wechseln, um dort in einer der Nachwuchsmannschaften auf Bundesliganiveau bzw. auch der Ostdeutschen Meisterschaft in der Meldeklasse 1 zu spielen.
Durch die guten Voraussetzungen und die Nachwuchsarbeit in Crimmitschau profitiert auch der Eishockeysport in Schönheide. Die Verantwortlichen beider Vereine sind bemüht, auch über den Seniorenbereich hinaus in Zukunft eine gute Partnerschaft zu pflegen, um hoffnungsvolle Nachwuchstalente in der Region zu halten und zu fördern.
Für die Spielzeit 2015/16 wurde der Kooperationsvertrag zwischen beiden Clubs verlängert.

### Maskottchen
Traditionelles Maskottchen des EHV Schönheide 09 ist der Wolf, der bereits im Wappen der Vorgängervereine enthalten war. Vor den Heimspielen der Wölfe betreten zwei Nachwuchsspieler in Form eines Schlittschuhläufers im Wolfskostüm die Eisfläche und versuchen gemeinsam mit dem Stadionsprecher, die Stimmung der Fans in der Halle zu steigern.